# سیلان (شیمی)
سیلان (به انگلیسی: Silane)، یک ترکیب معدنی با فرمول شیمیایی SiH۴ است که آن را جزو گروه هیدریدی ۱۴ می‌نماید. سیلان یک گاز بی‌رنگ، قابل اشتعال و با بوی تند و زننده و تا حدودی شبیه استیک اسید است. سیلان به عنوان مادهٔ متشکله سیلیکون عنصری کاربرد عملی دارد.
سیلان‌ها به ترکیبات بسیاری با چهار جایگزین روی سیلیسیوم، از جمله ترکیبات آلی سیلیسیم مثل:تری‌کلروسیلان (SiHCl۳) ،تترامتیل‌سیلان (Si(CH۳)۴) و تترااتیل اورتوسیلیکات (Si(OC2H۵)۴) اشاره می‌کنند.

## ترکیبات سیلان

#### سیلاتران‌ها (Silatranes)
کمپلکس‌های داخلی سیلیسیم هستند. برخی از این کمپلکس‌ها دارای فعالیت فیزیولوژیکی (زیست‌شناختی) هستند.

#### سیلازان‌ها (Silazanes)
ترکیب‌های دارای پیوندهای Si-N هستند. مانند سیلیسیم نیتریدها Si3N4 که از اثر Si برN2 در ۱۵۰۰ درجهٔ سانتیگراد تشکیل می‌شوند. ترکیب‌های جامد خاکستری رنگ و مقاوم در برابر اسید هستند، در اثر قلیاها به آمونیاک و سیلیکات‌ها تجزیه می‌شوند. ترکیب‌های فراوانی با پیوند Si-N شناخته شده‌اند، برای نمونه: هپتامتیل دی سیلازان، Me3SiNMeSiMe3 که برای وارد کردن گروه NMe در سایر ترکیب‌ها به‌کار می‌رود. مواد بسپارهای سیلیکونی واکنش‌پذیر هستند.